# Паренюк Олена Юріївна
Олена Юріївна Паренюк — українська науковиця, радіобіологиня. Кандидат біологічних наук (2013).

## Життєпис
Досліджує вплив радіації на бактерії та їх скупчення, або мікробіоми. Цими дослідженнями займається в Україні (Чорнобильська зона) та Японії (Фукусіма). Працює старшою науковою співробітницею Національного університету біоресурсів та природокористування України; займається проєктом за участю японського Агентства атомної енергетики та українського Інституту проблем безпеки АЕС. Зʼясовує, які бактерії живуть в саркофазі зруйнованого четвертого енергоблоку ЧАЕС.
Брала участь в організації виставки «Чорнобиль. Подорож», приуроченій до 35-річчя катастрофи.
Лавреатка премії Президента України для молодих вчених (2018). За версією журналу «Фокус» входить до списку 100 найвпливовіших жінок України (2021).